# آن بولین
آن بولین (به انگلیسی: Anne Boleyn) (متولد ۱۵۰۱ یا ۱۵۰۷ - درگذشت ۱۹ مه ۱۵۳۶) دومین همسر و شهبانوی هنری هشتم، پادشاه انگلستان از ۲۸ مه ۱۵۳۳ تا ۱۷ مه ۱۵۳۶ میلادی بود که در برج لندن به اتهام زنای با محارم و خیانت به همسر خود، گردن زده شد؛ گناهی که هیچگاه صحت آن اثبات نشد. وی مادر الیزابت یکم، ملکه انگلستان بود. وی ابتدا ندیمه کاترین آراگون، همسر نخست هنری هشتم بود.

## سخنرانی آن بولین بر روی سکوی اعدام

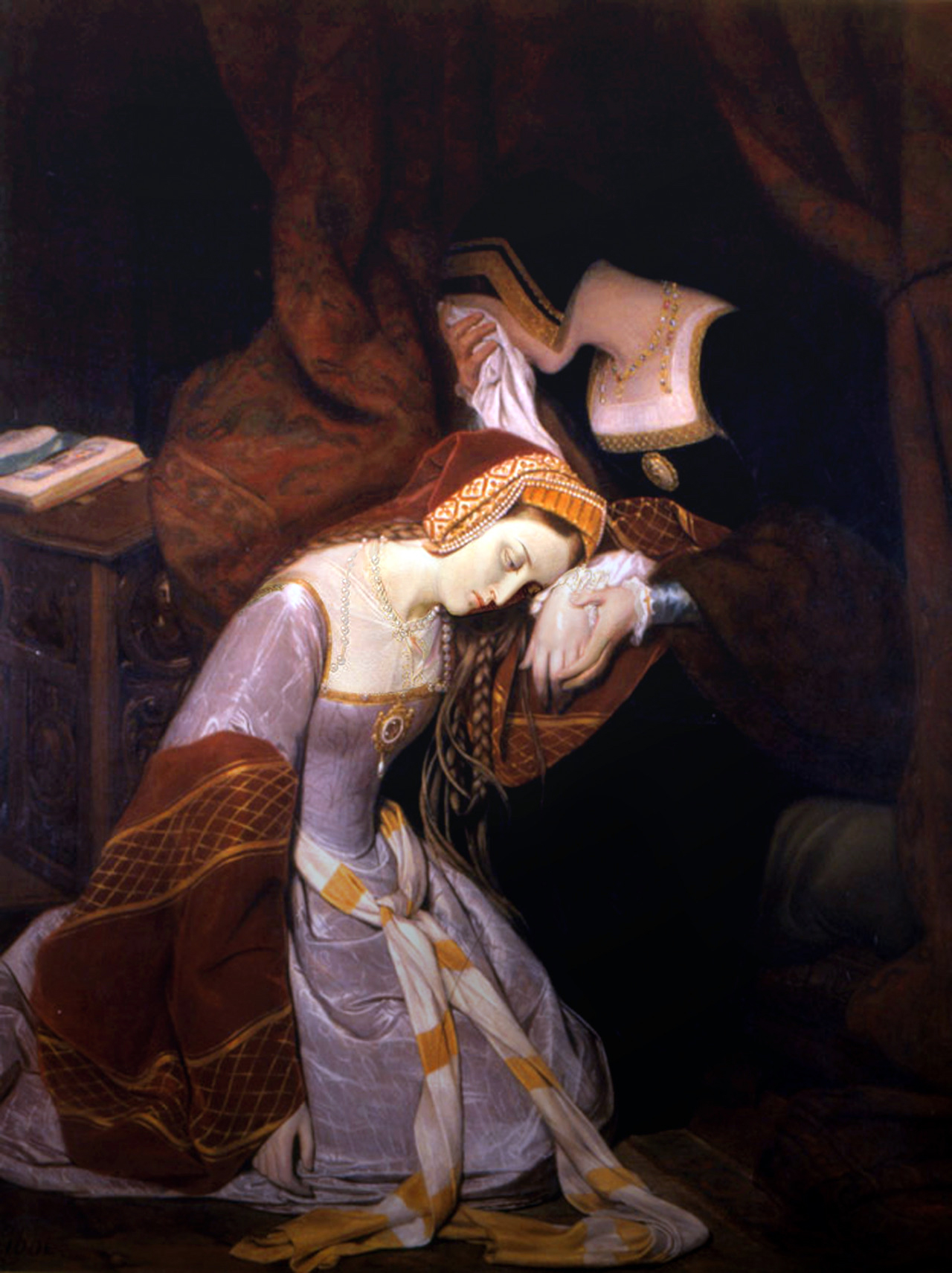
آن بولین در برج لندن نقاش، ادوارد سیبو (۱۷۹۹–۱۸۸۷).

مردم مسیحی خوب، من بدینجا آمده‌ام تا بمیرم، براساس قانون و به واسطه قانون قضاوت شدم تا بمیرم، و بنابراین گفتاری علیه آن ندارم. من بدینجا آمده‌ام تا هیچ مردی را محکوم نکنم، و چیزی در مورد آن نگویم. آنچه که به آن متهم شده‌ام و محکوم به مرگ. ولی دعا می‌کنم که خدا شاه را حفظ کند و عمرش را مستدام دارد تا بر شما سلطنت کند، زیرا شاهزاده محترم و حتی بسیار بخشنده‌ای چون او هرگز نبوده. او در حق من بسیار خوبی کرد، یک آقای محترم و فوق‌العاده. اگر در پرونده من هر فردی مداخله داشت و درگیر بود، از ایشان می‌خواهم بهترین قضاوت را اعمال کند. و اکنون که دنیا و تمام شما را ترک می‌کنم، از صمیم قلب خواستارم که برایم دعا کنید. خداوندا به من رحم کن، روحم را به خدا می‌سپارم.